# 克拉克·史密斯
克拉克·史密斯（英語：Clark Smith；1995年4月17日—）是一位美國游泳運動員，擅長自由泳和蝶泳和。他在2016年美國奧運代表團選拔賽上在200米自由式的比賽中排名第6。他也代表德克薩斯大學參加NCAA比賽。